# Should've Said No
«Should've Said No» — п'ятий та останній сингл дебютного студійного альбому американської кантрі-поп-співачки Тейлор Свіфт — Taylor Swift. В США сингл вийшов 18 травня 2008 року. Пісня написана Тейлор Свіфт; спродюсована Нейтаном Чапманом. Сингл досяг топ-40 чарту Billbord Hot Country Songs та отримав платинову сертифікацію від компанії RIAA. Пісня входить до відеоальбому Jonas Brothers: The 3D Concert Experience, де Свіфт виконувала пісню у дуеті із гуртом Jonas Brothers на концерті турне.

## Створення пісні
Пісня «Should've Said No» має високошвидкісний темп, при якому Свіфт звертається до свого колишнього коханого, який зрадив їй, кажучи йому, що він мав «сказати ні» тій дівчині, яка почала займати її місце в його житті («Ти мав сказати ні/Ти мав піти додому/Ти мав подумати двічі, перш ніж дав всьому цьому статися/Ти мав знати, що до мене долетять слова всього того, що ти робив з нею»/англ. "You should've said no/You should've gone home/You should've thought twice before you let it all go/You should've known that word 'bout what you did with her would get back to me").
Свіфт написала пісню, коли їй було 16 років.
Відповідно до журналу Country Weekly, Свіфт отримала натхнення для створення пісні після викриття того, що її хлопець зраджував її. Співачка також сказала, що більшість слів із тексту пісні є фактичними словами, які вона використовувала, коли говорила зі своїм колишнім хлопцем на тему його зради. Вона порівняла цю пісню із її синглом «Picture to Burn», сказавши, що в той час, як «Picture to Burn» має «злу та я-покінчила-з-ним позицію», «Should've Said No» є "скоріше моральною заявою із позицією: «Я люблю тебе, нам було чудово вдвох, та ти зіпсував це, але я все ще буду з тобою. Ти сказав так, коли мав сказати ні». Пісня стала останнім доповненням у списку композицій альбому «Taylor Swift» — Свіфт написала пісню за два дні перед запланованим мастерингом і друком буклетів. Вона подзвонила своєму продюсеру і закінчила пісню за ніч.

## Рецензії
Роджер Холланд із PopMatters сказав, що пісня «Should've Said No» є «справді чудесною поп-рок-піснею, котра загорнута у повністю невідповідне кантрі-аранжування». Кріс Ніл із Country Weekly наголосив, що пісня «Should've Said No» та попередній сингл Свіфт «Picture to Burn» були безпосередньо найбільш виразними піснями із її дебютного альбому Taylor Swift. Елісон Бонагуро із Chicago Tribune поставила цю пісню в ряд із піснями «Teardrops on My Guitar» та «Invisible» і назвала їх «піснями-помстами», коментуючи, що тематика оформлення цих пісень залишається незмінною і при виконанні на концертах. Блог кантрі-музики Engine 145 дав негативний відгук синглу. Рецензент Мет Сі критикував пісню за її «занадто гучну» постанову, і наголосив, що Тейлор Свіфт брала занадто упевнені високі вокали, що не відповідає задуму пісні.

## Живі виконання
Свіфт виконала пісню «Should've Said No» на 2008 Academy of Country Music Awards. Пізніше зйомки цього виконання були зібрані в офіційне живе музичне відео. Виконання почалося із показу Свіфт за грою на гітарі, одягнутою у кофту із капюшоном. Після різкої естрадної зміни на сцені, Свіфт опиняється у чорній сукні та продовжує виконання пісні. Під кінець вона та музичний гурт виконують пісню під проливним дощем. Тейлор також виконувала пісню із попгуртом Jonas Brothers під час їхнього турне Burning Up Tour. «Should've Said No» увійшов у трек-лист турне Fearless Tour й був доданий до виконання пісні «Bad Blood» у якості «медлі» під час турне Reputation Tour.

## Чарти
Тижневі чарти
| Чарт (2008)                      | Місце |
| -------------------------------- | ----- |
| Canada (Canadian Hot 100)        | 67    |
| Canada Country (Billboard)       | 5     |
| New Zealand Recorded Music NZ    | 18    |
| US Billboard Hot 100             | 33    |
| US Hot Country Songs (Billboard) | 1     |
| US Pop 100 (Billboard)           | 61    |

Річні чарти
| Чарт (2008)                    | Місце |
| ------------------------------ | ----- |
| US Billboard Hot Country Songs | 28    |

## Продажі
| Країна     | Сертифікація (таблиця продажів та сертифікатів) | Продажі    |
| ---------- | ----------------------------------------------- | ---------- |
| США (RIAA) | Платина                                         | +1,500,000 |